# Turcul în Italia
Turcul în Italia (Il Turco in Italia) este o operă bufă în două acte, compusă de Gioachino Rossini. Libretul în limba italiană a fost scris de Felice Romani. A fost o readaptare a unui libret de Caterino Mazzola creat pentru opera (cu același titlu), a compozitorului german Franz Seydelmann în 1788.
Premiera mondială a avut loc la 14 august 1814 la Teatro alla Scala din Milano.
Durata operei: cca 2 ore.

## Personajele principale
- Fiorilla (soprano)
- Selim (bass)
- Narciso (tenor)
- Geronio (bass)
- Zaida (mezzo-soprano)
- Albazar (tenor)
- Prosdocimo (baritone)

## Acțiunea
Acțiunea se petrece în și în jurul orașului Napoli, Italia, în secolul al XVIII-lea.

### ACTUL I

#### Scena 1
Pe malul mării, lângă Napoli
Poetul Prosdocimo este în căutarea unui subiect pentru noua lui dramă bufă.
El întâlnește o bandă de țigani, cu tot cu frumoasa, dar nefericita Zaida și al ei confident Albazar. El se gândește că poate țiganii îi pot oferi unele idei ! Geronio, prietenul lui Prosdocimo, încăpățânat și uneori prostănac, este în căutarea unei ghicitoare pentru a-l consilia cu privire la problemele sale conjugale, dar țiganii îl tachinează.
Zaida îi spune lui Prosdocimo că ea este dintr-un harem turcesc. Că ea și stăpânul ei, prințul Selim, erau îndrăgostiți, dar rivalii geloși au acuzat-o de infidelitate și a trebuit să fugă pentru a-și salva viața, însoțită de Albazar. Cu toate acestea, ea încă iubește doar un singur om, iar omul acesta este Selim. Prosdocimo știe că un prinț turc va ajunge în scurt timp în Italia. Poate el o poate ajuta ?
Fiorilla, tânăra și capricioasa soție a lui Geronio, intră cântând (în contrast cu Zaida) despre bucuriile iubirii libere și nestingherite.
O navă turcească sosește și prințul debarcă. Este însuși Selim. Fiorilla este imediat atrasă de chipeșul turc, și o idilă se dezvoltă rapid. Narciso apare în urmărirea ei. El este un admirator fără succes al Fiorillei, dându-se drept un prieten al soțului ei. Geronio află îngrozit că Fiorilla la luat pe turc acasă pentru a bea o cafea !

#### Scena 2
Casa lui Geronio
Fiorilla și Selim flirtează. Geronio intră timid și Selim este inițial impresionat de blândețea lui neașteptată, însă Narciso îl mustră zgomotos pe Geronio. Menajul intern îl irită pe Selim, care pleacă după ce își aranjează pe ascuns o nouă întâlnire cu Fiorilla pe nava sa. Geronio îi spune Fiorillei că nu va mai permite nici un turc - sau italian - în casa lui. Ea liniștește suav plângerile sale, iar apoi, când el se înmoaie, amenință să-l pedepsească petrecând chiar mai sălbatic decât până acum.

#### Scena 3
Malul mării noaptea
Selim o așteaptă pe Fiorilla. În schimb, el o întâlnește Zaida. Foștii iubiți sunt șocați și încântați, și-și declară încă o dată dragostea lor reciprocă. Narciso reapare, urmat de Fiorilla deghizată, dar Geronio e pe urmele lor. Selim o confundă pe Fiorilla, acoperită de voaluri, cu Zaida și cele două femei ajung dintr-o dată față în față. Fiorilla îl acuză pe Selim de trădare. Zaida se confruntă cu Fiorilla. Geronio îi spune soției sale să meargă acasă.
Disputele se încheie furtunos.

### ACTUL II

#### Scena 1
La un han
Selim îi propune lui Geronio să rezolve totul pe cale amiabilă, oferindu-se să o cumpere pe Fiorilla. Astfel Geronio poate scăpa de problemele sale și, de asemenea, să facă ceva bani. Geronio refuză. Atunci Selim promite că o s-o fure. După ce ei pleacă, apare Fiorilla cu un grup de prieteni de-ai ei, urmați de Zaida. Fiorilla a aranjat o întâlnire între ele și Selim, astfel încât turcul va fi obligat să decidă între cele două femei. În schimb, el este indecis și nu dorește să o piardă pe nici una dintre ele. Zaida pleacă dezgustată. Selim și Fiorilla se ceartă, dar în cele din urmă se împacă.
Poetul Prosdocimo, îi spune lui Geronio că va avea loc o petrecere unde Fiorilla se va duce pentru al întâlni pe Selim, care însă va fi mascat. Așa că-l îndeamnă pe Geronio, să meargă și el deghizat precum turcul !
Narciso aude totul, și decide să profite de situație pentru a o lua pe Fiorilla pentru el însuși, ca răzbunare pentru indiferența ei.
Geronio deplânge destinul lui, întrebându-se de ce a trebuit să aibă o astfel de groaznică și nebună soție.
Albazar pregătește un costum - pentru Zaida !

#### Scena 2
Sala de bal cu mascați și dansatori
Fiorilla îl confundă pe Narciso cu Selim și Narciso o conduce deoparte. Între timp, Selim intră cu Zaida, crezând că ea este Fiorilla. Geronio este disperat să găsească două cupluri și două Fiorille ! Atât Narciso cât și Selim își conving partenerele lor să plece cu ei.
Confuz și furios, Geronio încearcă să oprească ambele cupluri, dar ele în cele din urmă scapă.

#### Scena 3
Înapoi la han
Prosdocimo îl întâlnește pe Geronio. Ei știu acum că Selim a fost cu Zaida și bănuiesc că Fiorilla a fost cu Narciso. Albazar confirmă că Selim va rămâne cu siguranță cu Zaida. Prosdocimo îl sfătuiește pe Geronio să se răzbune pe Fiorilla pretinzând că va divorța de ea și s-o amenințe cu trimiterea înapoi la familia ei.
După ce a descoperit înșelăciunea lui Narciso, Fiorilla încearcă să-l găsească pe Selim, dar el a plecat deja cu Zaida. Ea se întoarce acasă unde găsește scrisoarea de divorț, și vede că bunurile ei au fost scoase din casă. Ea este devastată de rușine, și rapid e părăsită și de prietenii ei.
Pe plajă
Selim și Zaida se pregătesc pentru întoarcerea în Turcia, în timp ce Fiorilla este în căutarea unui vapor care să o ducă înapoi în orașul ei natal. Geronio o găsește și o iartă. Ei se împacă. Ambele cupluri sunt acum reunite și Prosdocimo este încântat de finalul fericit.